# Чешское имя
В современной Чехии наибольшее распространение получила двухчленная модель именования, состоящая из имени (чеш. jméno) и фамилии (чеш. příjmení). Женские фамилии морфологически отличаются от мужских добавлением -ова (чеш. -ová).
Обычно в чешском языке ударение падает на первый слог, но для нетренированного уха оно трудноразличимо.

## Личное имя
Большинство чешских имён имеют славянское, греческое, латинское, еврейское или германское происхождение. Помимо общеславянских имён, у чехов присутствует пласт собственно чешских имён (Войтех, Пржемысл или Премысл, Кветослав(а)) и чешских вариантов общеславянских (Вацлав — вост. слав. Вячеслав, Збынек и Збышек — зап. слав. Збигнев). После Бархатной революции пошла мода называть девочек экзотическими именами — Нела, Эмма, Ванесса, Иоанна, София, Флора, Леонтина, Здислава, Берта, Сара и другими.

### Распространённость чешских имён
| Мужское имя | Оригинал | Число носителей | Женское имя | Оригинал | Число носителей |
| ----------- | -------- | --------------- | ----------- | -------- | --------------- |
| Ян          | Jan      | —               | Тереза      | Tereza   | —               |
| Якуб        | Jakub    | —               | Катержина   | Kateřina | —               |
| Томаш       | Tomáš    | —               | Элишка      | Eliška   | —               |

| Мужское имя | Оригинал  | Число носителей | Женское имя | Оригинал | Число носителей |
| ----------- | --------- | --------------- | ----------- | -------- | --------------- |
| Йиржи       | Jiří      | 319593          | Мария       | Marie    | 332918          |
| Ян          | Jan       | 294669          | Яна         | Jana     | 275141          |
| Петр        | Petr      | 271832          | Эва         | Eva      | 161309          |
| Йозеф       | Josef     | 260631          | Анна        | Anna     | 151558          |
| Павел       | Pavel     | 207428          | Хана/Ганна  | Hana     | 151179          |
| Ярослав     | Jaroslav  | 204961          | Вера        | Věra     | 129139          |
| Мартин      | Martin    | 178134          | Ленка       | Lenka    | 118801          |
| Мирослав    | Miroslav  | 168008          | Алена       | Alena    | 110564          |
| Томаш       | Tomáš     | 162802          | Катержина   | Kateřina | 107560          |
| Франтишек   | František | 153917          | Петра       | Petra    | 101644          |

| Мужское имя | Оригинал  | Число носителей | Женское имя | Оригинал | Число носителей |
| ----------- | --------- | --------------- | ----------- | -------- | --------------- |
| Йиржи       | Jiří      | 306953          | Мария       | Marie    | 288950          |
| Ян          | Jan       | 295293          | Яна         | Jana     | 269709          |
| Петр        | Petr      | 273036          | Эва         | Eva      | 156658          |
| Йозеф       | Josef     | 231320          | Хана/Ганна  | Hana     | 148701          |
| Павел       | Pavel     | 204260          | Анна        | Anna     | 140375          |
| Ярослав     | Jaroslav  | 185819          | Ленка       | Lenka    | 118933          |
| Мартин      | Martin    | 184533          | Вера        | Věra     | 116855          |
| Томаш       | Tomáš     | 175105          | Катержина   | Kateřina | 115122          |
| Франтишек   | František | 134884          | Люси/Люция  | Lucie    | 108432          |
| Зденек      | Zdenek    | 134094          | Алена       | Alena    | 107721          |

## Фамилия
Фамилии у чешского народа начали появляться в XIV веке. Их использование было узаконено указом императора Священной Римской империи Иосифа II.
В настоящее время в Чехии существует более 40 тысяч фамилий. Самыми распространёнными фамилиями в Чехии является фамилия Новак, Новотный (фамилия образована от предыдущей), Дворжак, Свобода, Черный. Чаще всего фамилии образовывались от имени. Часто давались в зависимости от рода деятельности, например, Беднарж (столяр), Тесарж (плотник), Кожешник (меховщик), Седлак (крестьянин), Коварж (кузнец), Млынарж (мельник) или прозвища: Шилган (косой), Веселый, Чёрный, Белый, Железный, Бржихачек (пузатый, брюхастый в значении «толстый»). Также встречались фамилии, происходящие от названия животных и растений (Зайиц (заяц), Выдра, Голуб, Ежек, Лишка (лиса), Гавранек (воронёнок), Елинек (оленёнок), Чапек (аист); Бржиза (берёза), Шипка (шиповник), Цибулка (лук)), места происхождения (Моравец (мораванин, житель Моравии), Ганак (представитель этнографической группы чешского народа, живущей в области Гана в Моравия), Немец) или просто личного имени (Марек).
Некоторое распространение в Чехии получили и немецкие фамилии, так как Чехия была частью Австрийской Империи и позднее Австро-Венгрии до 1918 года, а немцы проживали в ней до окончания Второй мировой войны.
Как уже было указано выше, женские фамилии морфологически отличаются от мужских добавлением -ова (чеш. -ová). Например, мужская форма для фамилии Навратилова — Навратил (Navrátil). Такое правило в чешском языке также применяется и к иностранным фамилиям (Маргарет Тэтчер — Margaret Thatcherová, Валентина Терешкова — Valentina Těreškovová).

### Распространённость чешских фамилий
В данном списке не учитываются женские эквиваленты фамилий.
| Имя      | Оригинал  | Число носителей |
| -------- | --------- | --------------- |
| Новак    | Novák     | 700 000         |
| Свобода  | Svoboda   | —               |
| Новотный | Novotný   | —               |
| Дворжак  | Dvořák    | —               |
| Черный   | Černý     | —               |
| Прохазка | Procházka | —               |
| Кучера   | Kučera    | —               |
| Весели   | Veselý    | —               |
| Горак    | Horák     | —               |
| Немец    | Němec     | —               |